# Formebolona
La formebolona (nombres comerciales Esiclene, Hubernol, Metanor), también conocida (confusamente) como formildienolona, así como 2-formil-11α-hidroxi-17α-metil-δ1-testosterona, es un anabólico-androgénico esteroide (AAS) activo por vía oral. Descripto como un fármaco anabólico y anticatabólico que se comercializa o se ha comercializado en España e Italia Como AAS, muestra cierta actividad anabólica, aunque es inferior a la testosterona en términos de potencia, pero se dice que prácticamente no tiene actividad androgénica. La Formebolona contrarresta los efectos catabólicos (control del balance de nitrógeno) o glucocorticoides potentes como el fosfato de dexametasona.  Un análogo cercano, la roxibolona (y su variante de éster de acción prolongada, la decilroxibolona), muestra una actividad antiglucocorticoide similar a la de la formbolona pero, por el contrario, carece de actividad como AAS.
No se ha encontrado que la roxibolona se una al receptor de glucocorticoides, y se ha sugerido que la actividad antiglucocorticoide de la roxibolona y la formbelona puede estar mediada por la modulación de los procesos enzimáticos. De hecho, se sabe que la 11α- y la 11β-hidroxiprogesterona (la formebolona y la roxibolona están 11α- y 11β-hidroxiladas (respectivamente) de manera similar) son potentes inhibidores de la 11β-hidroxiesteroide deshidrogenasa (11β-HSD), que es responsable de la biosíntesis de la potente glucocorticoides endógenos cortisol y corticosterona (de los precursores desoxicortisol y desoxicorticosterona, respectivamente) Sin embargo, se encontró que la formebolona es un inhibidor muy débil de la 11β-HSD tipo 2 (IC50 10 μM), aunque esta isoenzima específica de la 11β-HSD es responsable de la inactivación de los glucocorticoides en lugar de su producción.